# Костин, Иван Дмитриевич (партийный деятель)
Иван Дмитриевич Костин (род. 21 октября 1931, Большая Алексеевка, Тамбовская область) — украинский советский партийный деятель. Депутат Верховного Совета УССР 11-го созыва. Член ЦК КПУ в 1986—1990 гг.

## Биография
Родился в крестьянской семье. В сентябре 1948 — августе 1952 года — ученик Воронежского авиационного техникума имени Чкалова.
В августе 1952 — сентябре 1953 года — техник отдела главного технолога, в сентябре 1953 — октябре 1954 года — технолог цеха, в октябре 1954 — марта 1961 года — старший технолог Запорожского моторостроительного завода (почтовый ящик № 18).
В 1959 году без отрыва от производства окончил вечернее отделение Запорожского института сельскохозяйственного машиностроения, инженер-механик.
Член КПСС с сентября 1960 года.
В марте 1961 — октябре 1963 года — начальник технического отдела, в октябре 1963 — сентябре 1965 года — заместитель секретаря партийного комитета Запорожского моторостроительного завода (почтовый ящик № 18).
22 сентября 1965 — 4 июня 1966 — 2-й секретарь Шевченковского районного комитета КПУ города Запорожье. 4 июня 1966 — 9 января 1970 года — 1-й секретарь Шевченковского районного комитета КПУ города Запорожье.
9 января 1970 — 24 декабря 1975 — заведующий отделом оборонной промышленности Запорожского областного комитета КПУ.
В декабре 1975—1984 года — заместитель заведующего отделом оборонной промышленности ЦК КПУ. В 1984—1988 годах — 1-й заместитель заведующего отделом оборонной промышленности ЦК КПУ.
Потом — на пенсии в городе Киеве. Председатель Совета ветеранов Запорожского землячества в Киеве.

## Награды
- орден Октябрьской Революции
- два ордена Трудового Красного Знамени (1971, )
- орден «Знак Почета» (1966)
- медаль "За доблестный труд. В ознаменование 100-летия со дня рождения Владимира Ильича Ленина " (1970)
- медали
- Почетная грамота Президиума Верховного Совета Украинской ССР
- лауреат Государственной премии Украинской ССР в области науки и техники